# Jordy Hernandez
Jordy Hernandez (Nueva York, 7 de junio de 1999), conocido  como Jordy Zak, es un cantante, personalidad y modelo de redes sociales.

## Biografía
Jordy Zak se mudó a los Estados Unidos a la edad de 10 años y se crio en Miami, Florida. Desarrolló un interés en la música, la moda y el modelaje a una edad temprana. El ha tenido éxito en las redes sociales, destacándose como un modelo de moda, más conocido por romper el estereotipo de perfección. Ha alcanzado cientos de miles de seguidores en América Latina y los Estados Unidos.
Se graduó como contador en 2015 de la Universidad Internacional de Florida. Sin embargo, siguió su pasión como artista y se aventuró en el modelaje, la moda y la música. El 14 de junio de 2019, Jordy Zak lanzó su primer álbum Gemini, los éxitos más conocidos, Que Bien la Pasamos, En Miami y Ella es otra, que han acumulado miles de transmisiones en varias plataformas de música.

### Discografía
| Año  | Tituló              |
| ---- | ------------------- |
| 2019 | Que Bien la Pasamos |
| 2019 | En Miami            |
| 2019 | Ella es otra        |